# Bifrontia
Bifrontia is een geslacht van schimmels uit de familie Naetrocymbaceae. 

## Soorten
volgens Index Fungorum telt het geslacht twee soorten (peildatum februari 2023):
| Soortnaam            | Auteur(s) | Publicatiejaar |
| -------------------- | --------- | -------------- |
| Bifrontia compactior | Norman    | 1872           |
| Bifrontia laxa       | Norman    | 1872           |